# رودولفو إليزوندو توريس
رودولفو إليزوندو توريس هو سياسي مكسيكي، ولد في 18 يوليو 1946 في دورانجو في المكسيك. نشط حزبياً في حزب العمل الوطني. وقد انتخب وزير السياحة ‏ وانتخب عضو مجلس الشيوخ المكسيكي ‏ وانتخب عضو مجلس النواب المكسيك ‏.